# Stefano De Fiores
Padre Stefano De Fiores (San Luca, 2 ottobre 1933 – Catanzaro, 15 aprile 2012) è stato un presbitero monfortano italiano, mariologo di fama internazionale, professore ordinario di Mariologia sistematica alla Pontificia Università Gregoriana di Roma e presidente dell’Associazione mariologica interdisciplinare italiana.

## Biografia
Compiuti gli studi umanistici, filosofici e teologici presso i missionari Monfortani, prese i primi voti nella Compagnia di Maria l'8 settembre 1953, successivamente fu ordinato sacerdote nella Basilica di Loreto il 21 febbraio 1959.
Dopo la Licenza in teologia (presso la Pontificia Università Lateranense) e il Dottorato in teologia spirituale (presso la Pontificia Università Gregoriana), è stato professore nello Scolasticato monfortano di Roma, direttore del Centro mariano monfortano e superiore provinciale della Provincia italiana. Ha insegnato presso la Pontificia Facoltà teologica Marianum e presso la Pontificia Università Gregoriana.Supervisore teologico dell'Opera-musical Maria di Nazareth. Una Storia che continua...
Come direttore del Collegamento mariano nazionale, ha organizzato i convegni nazionali dei Rettori dei Santuari d'Italia e delle Settimane mariane nazionali. Ha fondato nel 1979 l'associazione "Centro mariano monfortano" e, nel 1990, è stato cofondatore dell'Associazione Mariologica Interdisciplinare Italiana e della rivista di mariologia Theotokos.
Approfondito conoscitore della teologia e del culto della Vergine e studioso delle apparizioni mariane, ha pubblicato 29 testi e innumerevoli articoli di argomento mariano.
Nel 1983 gli è stata conferita la Medaglia della Marian Library of Dayton (Ohio – Stati Uniti d'America). Nel 1990 ha ricevuto il "Premio Laurentin" Pro Ancilla Domini, da parte della Pontificia Facoltà teologica Marianum, per la sua attività didattica e per gli scritti di carattere mariologico, redatti in armonia con lo spirito del Concilio Vaticano II.Fu il supervisore dei testi oltre che consulente e sostenitore dell'opera musical Maria di Nazareth...una storia che continua
È scomparso nel 2012 all'età di 79 anni a seguito di problemi cardiaci.